# Baia del Massachusetts
La baia del Massachusetts (in lingua inglese:  Massachusetts Bay, nota anche come Mass Bay) è una baia sull'oceano Atlantico che segna il profilo distintivo della costa dello stato del Massachusetts, parte del più ampio golfo del Maine.  

## Descrizione
Essa si estende dal porto di Plymouth, a sud, fino a Cape Ann, a nord, per una distanza di circa 68 km. È una zona marina di forma approssimativamente triangolare, che ha come vertice il porto di Boston, il punto più occidentale del triangolo, e due lati le coste atlantiche a nord ed a sud del medesimo, che vi convergono. La distanza del vertice dalla base può essere considerata di circa 34 km. Il lato nord è roccioso ed irregolare, quello sud paludoso e sabbioso. Le rive sono frastagliate da promontori e all'interno dell'area marina, soprattutto presso il porto di Boston, vi sono numerose isole. Le insenature principali sono, sulla costa nord: il porto di  Gloucester, la baia di Nahant, il porto di Salem, il Marblehead Harbor ed il porto di Lynn; sulla costa occidentale: il porto di Boston, la baia di Dorchester e la baia di Quincy (queste ultime due appartenenti alla parte esterna del porto di Boston); sulla costa meridionale: la baia di Hingham. Talvolta Capo Cod viene considerato parte della baia del Massachusetts: secondo questa interpretazione, la denominazione "baia del Massachusetts" riguarderebbe il rettangolo di mare che ad ovest è delimitato dalla costa, a sud da Capo Cod ed a nord da Capo Ann. 
La baia ha dato il nome alla Colonia di Massachusetts Bay, una delle due colonie che precedettero lo Stato del Massachusetts. 

## Fonti
- Questa voce è basata sulla pubblicazione, oggi di pubblico dominio, dell'omonima voce dell'Encyclopedia Americana, 1920
- Baia del Massachusetts, in New International Encyclopedia, 1905